# Campeonato Argentino de Futebol de 2022 – Primeira Divisão
A Primeira Divisão do Campeonato Argentino de Futebol de 2022, também conhecida como Primera División Argentina ou Liga Profesional 2022 (oficialmente como Copa Binance por conta do patrocínio), foi a 93.ª temporada e 137.ª edição da principal divisão profissional do futebol argentino. foi o primeiro organizado pela Liga Profissional, órgão interno da Associação do Futebol Argentino (AFA). Começou em 10 de fevereiro de 2022.

## Regulamento

### Critérios de desempate
- Em caso de empate em pontos entre duas equipes na primeira colocação, terá um jogo extra;
- Se houver mais de duas equipes empatadas em pontos:

1. Saldo de gols;
2. Gols marcados;
3. Confronto direto;
4. Jogo extra, no caso de duas equipes ainda estarem empatadas em primeiro lugar;
5. Sorteio.

### Vagas em outras competições
O Campeonato Argentino concede quatro vagas para a Copa Libertadores da América de 2023 e seis para a Copa Sul-americana de 2023, divididas da seguinte forma:
| Posição | Qualificação para                                               |
| ------- | --------------------------------------------------------------- |
| 1 – 3   | Fase de grupos da Copa Libertadores da América de 2023          |
| 4       | 2ª fase de qualificação da Copa Libertadores da América de 2023 |
| 5 – 10  | Fase de grupos da Copa Sul-Americana de 2023                    |

## Participantes
Vinte e oito  equipes participam do campeonato – as vinte e seis equipes da temporada anterior e as duas equipes promovidas da Segunda Divisão (Barracas Central e Tigre).

### Informações dos clubes
| Equipe             | Cidade                | Província           | Estádio (mando)                     | Capacidade | Títulos (último)       |
| ------------------ | --------------------- | ------------------- | ----------------------------------- | ---------- | ---------------------- |
| Aldosivi           | Mar del Plata         | Buenos Aires        | José María Minella                  | 35 180     | 0 (nenhum)             |
| Argentinos Juniors | Buenos Aires          | Capital Federal     | Diego Armando Maradona              | 24 000     | 3 (último em 2010–C)   |
| Arsenal            | Sarandí               | Buenos Aires        | Julio Humberto Grondona             | 16 000     | 1 (em 2012–C)          |
| Atlético Tucumán   | San Miguel de Tucumán | Tucumán             | Monumental José Fierro              | 35 200     | 0 (nenhum)             |
| Banfield           | Banfield              | Buenos Aires        | Florencio Sola                      | 34 901     | 1 (em 2009–A)          |
| Barracas Central   | Buenos Aires          | Capital Federal     | Claudio Chiqui Tapia                | 4 400      | 0 (nenhum)             |
| Boca Juniors       | Buenos Aires          | Capital Federal     | Alberto Jacinto Armando             | 49 000     | 34 (2019-20)           |
| Central Córdoba    | Santiago del Estero   | Santiago del Estero | Alfredo Terrera                     | 16 000     | 0 (nenhum)             |
| Colón              | Santa Fé              | Santa Fé            | Brigadier General Estanislao López  | 32 000     | 0 (nenhum)             |
| Defensa y Justicia | Florencio Varela      | Buenos Aires        | Norberto Tomaghello                 | 20 000     | 0 (nenhum)             |
| Estudiantes        | La Plata              | Buenos Aires        | Ciudad de La Plata                  | 53 000     | 6 (último em 2010–A)   |
| Estudiantes        | La Plata              | Buenos Aires        | Jorge Luis Hirschi                  | 30 108     | 6 (último em 2010–A)   |
| Gimnasia y Esgrima | La Plata              | Buenos Aires        | Juan Carmelo Zerillo                | 21 500     | 1 (em 1929)            |
| Godoy Cruz         | Godoy Cruz            | Mendoza             | Malvinas Argentinas                 | 42 000     | 0 (nenhum)             |
| Huracán            | Buenos Aires          | Capital Federal     | Tomás Adolfo Ducó                   | 48 314     | 5 (último em 1973)     |
| Independiente      | Avellaneda            | Buenos Aires        | Libertadores de América             | 42 069     | 16 (último em 2002)    |
| Lanús              | Lanús                 | Buenos Aires        | Ciudad de Lanús - Nestor Díaz Pérez | 46 619     | 2 (último em 2016)     |
| Newell's Old Boys  | Rosário               | Santa Fé            | Marcelo Bielsa                      | 42 000     | 6 (último em 2013–F)   |
| Patronato          | Paraná                | Entre Ríos          | Presbítero Bartolomé Grella         | 22 000     | 0 (nenhum)             |
| Platense           | Vicente López         | Buenos Aires        | Ciudad de Vicente López             | 32 000     | 0 (nenhum)             |
| Racing             | Avellaneda            | Buenos Aires        | Presidente Perón                    | 51 000     | 18 (último em 2018–19) |
| River Plate        | Buenos Aires          | Capital Federal     | Antonio Vespucio Liberti            | 66 269     | 37 (Atual campeão)     |
| Rosário Central    | Rosário               | Santa Fé            | Dr. Lisandro de la Torre            | 41 465     | 4 (último em 1986–87)  |
| San Lorenzo        | Buenos Aires          | Capital Federal     | Pedro Bidegain                      | 47 964     | 15 (último em 2013–A)  |
| Sarmiento          | Junín                 | Buenos Aires        | Eva Perón                           | 22 000     | 0 (nenhum)             |
| Talleres           | Córdoba               | Córdoba             | Mario Alberto Kempes                | 57 000     | 0 (nenhum)             |
| Tigre              | Buenos Aires          | Capital Federal     | Coliseo de Victoria                 | 28 684     | 0 (nenhum)             |
| Unión              | Santa Fé              | Santa Fé            | 15 de Abril                         | 26 000     | 0 (nenhum)             |
| Vélez Sarsfield    | Buenos Aires          | Capital Federal     | José Amalfitani                     | 49 540     | 10 (último em 2012–13) |

## Classificação
| Pos | Equipe             | Pts | J  | V  | E  | D  | GP | GC | SG  | Classificação                                                |
| --- | ------------------ | --- | -- | -- | -- | -- | -- | -- | --- | ------------------------------------------------------------ |
| 1   | Boca Juniors       | 52  | 27 | 16 | 4  | 7  | 34 | 28 | +6  | Classificado para a Fase de Grupos da Copa Libertadores 2023 |
| 2   | Racing             | 50  | 27 | 14 | 8  | 5  | 41 | 24 | +17 |                                                              |
| 3   | River Plate        | 47  | 27 | 14 | 5  | 8  | 43 | 22 | +21 |                                                              |
| 4   | Huracán            | 47  | 27 | 12 | 11 | 4  | 35 | 21 | +14 |                                                              |
| 5   | Atlético Tucumán   | 46  | 27 | 12 | 10 | 5  | 32 | 22 | +10 |                                                              |
| 6   | San Lorenzo        | 43  | 27 | 10 | 13 | 4  | 33 | 23 | +10 |                                                              |
| 7   | Tigre              | 43  | 27 | 11 | 10 | 6  | 41 | 32 | +9  |                                                              |
| 8   | Argentinos Juniors | 42  | 27 | 12 | 6  | 9  | 33 | 24 | +9  |                                                              |
| 9   | Gimnasia y Esgrima | 41  | 27 | 11 | 8  | 8  | 26 | 18 | +8  |                                                              |
| 10  | Patronato          | 40  | 27 | 11 | 7  | 9  | 31 | 27 | +4  |                                                              |
| 11  | Newell's Old Boys  | 40  | 27 | 11 | 7  | 9  | 26 | 22 | +4  |                                                              |
| 12  | Defensa y Justicia | 40  | 27 | 10 | 10 | 7  | 29 | 27 | +2  |                                                              |
| 13  | Talleres           | 35  | 27 | 9  | 8  | 10 | 28 | 26 | +2  |                                                              |
| 14  | Independiente      | 35  | 27 | 9  | 8  | 10 | 31 | 31 | 0   |                                                              |
| 15  | Godoy Cruz         | 35  | 27 | 9  | 8  | 10 | 25 | 29 | −4  |                                                              |
| 16  | Central Córdoba    | 35  | 27 | 10 | 5  | 12 | 34 | 37 | −3  |                                                              |
| 17  | Barracas Central   | 34  | 27 | 8  | 10 | 9  | 31 | 37 | −6  |                                                              |
| 18  | Estudiantes        | 33  | 27 | 9  | 6  | 12 | 28 | 40 | −12 |                                                              |
| 19  | Platense           | 32  | 27 | 7  | 11 | 9  | 23 | 25 | −2  |                                                              |
| 20  | Rosário Central    | 32  | 27 | 7  | 11 | 9  | 24 | 28 | −4  |                                                              |
| 21  | Sarmiento          | 32  | 27 | 8  | 8  | 11 | 27 | 32 | −5  |                                                              |
| 22  | Unión de Santa Fe  | 32  | 27 | 8  | 8  | 11 | 28 | 36 | −8  |                                                              |
| 23  | Arsenal de Sarandí | 30  | 27 | 6  | 12 | 9  | 28 | 29 | −1  |                                                              |
| 24  | Banfield           | 30  | 27 | 7  | 9  | 11 | 23 | 29 | −6  |                                                              |
| 25  | Colón              | 29  | 27 | 7  | 8  | 12 | 24 | 36 | −12 |                                                              |
| 26  | Vélez Sarsfield    | 28  | 27 | 6  | 10 | 11 | 30 | 33 | −3  |                                                              |
| 27  | Lanús              | 21  | 27 | 5  | 6  | 16 | 22 | 40 | −18 |                                                              |
| 28  | Aldosivi           | 16  | 27 | 4  | 4  | 19 | 16 | 48 | −32 |                                                              |

### Desempenho por rodada
|       | 1ª  | 2ª  | 3ª  | 4ª  | 5ª  | 6ª  | 7ª  | 8ª  | 9ª  | 10ª | 11ª | 12ª | 13ª | 14ª | 15ª | 16ª | 17ª | 18ª | 19ª | 20ª | 21ª | 22ª | 23ª | 24ª | 25ª | 26ª | 27ª |
| Geral | TAL | PLA | DYJ | NOB | NOB | GLP | NOB | GOD | ARG | ATU | ATU | ATU | ATU | ATU | ATU | ATU | ATU | ATU | GLP | ATU | ATU | BOC | ATU | BOC | BOC | BOC | BOC |

### Resultados
| Mandante \ Visitante    | ALD | ARG | ARS | ATU | BAN | BAR | BOC | CCO | COL | DYJ | EST | GLP | GOD | HUR | IND | LAN | NOB | PAT | PLA | RAC | RIV | ROS | SLO | SAR | TAL | TIG | UNI | VEL |
| ----------------------- | --- | --- | --- | --- | --- | --- | --- | --- | --- | --- | --- | --- | --- | --- | --- | --- | --- | --- | --- | --- | --- | --- | --- | --- | --- | --- | --- | --- |
| Aldosivi                | —   | —   | —   | 0–1 | 0–1 | 2–0 | —   | 0–3 | —   |     | 0–1 |     | —   | 0–1 | —   | —   | 1–2 | —   | 0–0 | —   | 0–3 | 2–1 | —   | 1–2 | 1–3 | —   | —   | 3–2 |
| Argentinos Juniors      | 2–1 | —   | 1–1 | 1–2 | —   | —   | 2–0 | —   | —   | —   | 1–0 | —   | —   | 1–1 | 2–1 | —   | —   | —   | 0–2 | —   | 0–3 | 2–1 | 0–1 | —   | —   | 2–1 | 2–0 | 2–0 |
| Arsenal de Sarandí      | 3–0 | —   | —   | 3–1 | 0–0 | 1–2 | —   | 2–0 | —   | —   | 2–1 | —   | —   | 1–1 | 0–1 | —   | —   | —   | 1–1 | —   | 0–0 | 0–3 | —   | —   | 1–1 | —   | —   | 2–2 |
| Atlético Tucumán        | —   | —   | —   | —   | 0–0 | 4–0 | —   | 1–0 | 1–1 | —   | 3–1 | 2–0 | 1–1 | —   | —   | 2–1 | 2–0 | —   | 2–1 | —   | —   | 1–1 | —   | 1–0 | 1–1 | —   | 1–1 | —   |
| Banfield                | —   | 1–1 | —   | —   | —   | 1–1 | —   | 2–1 | 2–1 | 1–2 | —   | 0–2 | 1–1 | —   | —   | 1–2 | 1–2 | 0–0 | —   | 0–2 | —   | —   | 1–1 | 0–0 | —   | —   | 2–3 | —   |
| Barracas Central        | —   | 1–3 | —   | —   | —   | —   | 1–3 | 1–1 | 1–0 | 3–1 | —   | 1–1 | 3–1 | —   | —   | 2–0 | 1–1 | 2–1 | —   | 0–0 | —   | —   | 2–1 | 1–1 | —   | —   | 1–2 | —   |
| Boca Juniors            | 2–1 | —   | 2–1 | 2–1 | 0–3 | —   | —   | —   | —   | —   | 3–1 | —   | —   | 0–0 | 2–2 | —   | —   | —   | 2–1 | —   | 1–0 | 0–0 | —   | —   | 1–0 | 5–3 | 1–2 | 1–0 |
| Central Córdoba (SdE)   | —   | 1–2 | —   | —   | —   | —   | 1–0 | —   | 3–0 | 1–0 | —   | 1–0 | 3–0 | —   | —   | 2–2 | 0–3 | 1–3 | —   | 1–3 | —   | —   | 0–2 | 0–0 | —   | 1–2 | —   | —   |
| Colón                   | 1–1 | 0–4 | 1–1 | —   | —   | —   | 1–2 | —   | —   | 1–2 | —   | —   | —   | 0–1 |     | —   | —   | 1–0 | —   | 0–2 | 1–0 | —   | 0–0 | —   | —   | 2–1 | 2–2 | 2–1 |
| Defensa y Justicia      | 3–2 | 2–1 | 0–0 | 3–1 | —   | —   | 0–1 | —   | —   | —   | —   | —   | —   | 1–1 | 2–1 | —   | —   | 2–1 | —   | 3–3 | 0–0 | —   | 0–0 | —   | —   | 0–0 | 1–0 | 1–1 |
| Estudiantes (LP)        | —   | —   | —   | —   | 0–0 | 3–1 | —   | 2–2 | 2–4 | 1–2 | —   | 1–1 | 2–0 | —   | —   | 3–1 | 0–2 | 1–0 | —   | 1–0 | —   | —   | —   | 2–1 | 1–0 | —   | 1–0 | —   |
| Gimnasia y Esgrima (LP) | 0–0 | 0–0 | 2–0 | —   | —   | —   | 1–2 | —   | 0–0 | 1–0 | —   | —   | 2–0 | —   | 3–1 | 1–0 | —   | 2–0 | —   | 3–1 | —   | —   | 0–1 | —   | —   | 0–1 | —   | —   |
| Godoy Cruz              | 2–0 | 0–0 | 1–0 | —   | —   | —   | 0–1 | —   | 1–0 | 2–1 | —   | —   | —   | —   | 1–1 | 2–1 | —   | 0–1 | —   | 2–0 | —   | —   | 0–0 | —   | —   | 1–1 | —   | 1–1 |
| Huracán                 | —   | —   | —   | 0–0 | 3–1 | 1–1 | —   | 2–0 | —   | —   | 3–1 | 0–1 | 0–0 | —   | —   | —   | 1–0 | —   | 2–0 | —   | 3–2 | 2–0 | —   | 4–1 | 1–0 | —   | —   | —   |
| Independiente           | 3–0 | —   | —   | 0–1 | 1–0 | 2–2 | —   | 1–2 | —   | —   | 2–1 | —   | —   | 1–1 | —   | —   | 1–0 | —   | 1–3 | —   | 0–1 | 0–0 | —   | —   | 1–0 | —   | —   | 1–1 |
| Lanús                   | 0–1 | 0–4 | 1–0 | —   | —   | —   | 0–1 | —   | 1–0 | 1–1 | —   | —   | —   | 2–3 | 1–1 | —   | —   | 0–1 | —   | 0–1 | —   | —   | 2–0 | —   | —   | 1–2 | —   | 2–2 |
| Newell's Old Boys       | —   | 1–0 | 0–0 | —   | —   | —   | 2–0 | —   | 0–0 | 1–2 | —   | 2–0 | 1–2 | —   | —   | 2–0 | —   | 2–2 | —   | 0–0 | —   | —   | 0–0 | 0–1 | —   | 0–2 | —   | —   |
| Patronato               | 1–0 | 0–0 | 0–1 | 2–1 | —   | —   |     | —   | —   | —   | —   | —   | —   | 3–0 | 3–1 | —   | —   | —   | 1–0 | —   | 0–1 | 0–0 | 3–2 | —   | —   | 1–0 | 0–0 | 1–1 |
| Platense                | —   | —   | —   | —   | 3–1 |     | —   | 2–0 | 1–2 | 0–0 | 0–0 | 1–1 | 2–1 | —   | —   | 1–1 | 1–1 | —   | —   | 0–1 | —   | —   | —   | 0–0 | 0–0 | —   | 1–0 | —   |
| Racing                  | 5–0 | 1–0 | 1–1 | 2–0 | —   | —   | 0–0 | —   | —   | —   | —   | —   | —   | 2–0 | 1–0 | —   | —   | 1–0 | —   | —   | 1–2 | 4–3 | 1–2 | —   | —   | 3–3 | 2–1 | 2–0 |
| River Plate             | —   | —   | —   | 0–0 | 1–2 | 2–0 | —   | 3–0 | —   | —   | 5–0 | 1–0 | 0–2 | —   | —   | 2–1 | 4–1 | —   | 2–1 | —   | —   | 1–2 | —   | 1–2 | 0–1 | —   | —   | —   |
| Rosario Central         | —   | —   | —   | —   | 0–1 | 3–1 | —   | 0–3 | 1–1 | 0–0 | 1–1 | 0–1 | 1–0 | —   | —   | 0–0 | a   | —   | 1–1 | —   | —   | —   | —   | 1–0 | 1–0 | —   | 1–1 | —   |
| San Lorenzo             | 3–0 | —   | 3–3 | 1–1 | —   | —   | 2–1 | —   | —   | —   | 0–0 | —   | —   | 1–0 | 1–1 | —   | —   | —   | 2–0 | —   | 0–1 | 1–1 | —   | —   | 1–1 | 1–1 |     | 1–0 |
| Sarmiento (J)           | —   | 1–0 | 2–0 | —   | —   | —   | 0–1 | —   | 1–3 | 2–0 | —   | 0–0 | 1–2 | —   | 1–2 | 2–1 | —   | 3–1 | —   | 1–1 | —   | —   | 2–4 | —   | —   | 2–2 | —   | —   |
| Talleres (C)            | —   | 2–0 | —   | —   |     | 0–2 | —   | 0–2 | 2–0 | 1–0 | —   | 2–1 | 3–1 | —   | —   | 0–1 | 0–1 | 3–3 | —   | 1–1 | —   | —   | —   | 2–0 | —   | —   |     | —   |
| Tigre                   | 3–0 | —   | 1–4 | 0–0 | 0–1 | 1–1 | —   | —   | —   | —   | 2–1 | —   | —   | 1–1 | 2–1 | —   | —   | —   | 3–0 | —   | 1–1 | 3–1 | —   | —   | 1–1 | —   | —   | 2–0 |
| Unión de Santa Fe       | 0–0 | —   | 1–0 | —   | —   | —   | —   | 1–4 | —   | —   | —   | 0–2 | 2–1 | 0–0 | 0–1 | 3–0 | 0–1 | —   | —   | —   | 1–5 | —   | —   | 1–0 | —   | 1–2 | —   | 2–1 |
| Vélez Sarsfield         | —   | —   | —   | 0–1 | 1–0 | 1–0 | —   | 3–1 | —   | —   | 4–0 | 1–1 | —   | 1–1 | —   | —   | 0–1 | —   | 0–1 | —   | 2–2 | 2–0 | —   | 1–1 | 2–1 | —   | —   | —   |

## Premiação
| Campeonato Argentino de 2022 Liga Profesional de Fútbol |
| ------------------------------------------------------- |
| Boca Juniors Campeão (35º título)                       |

## Promédio
O rebaixamento no final da temporada é baseado num coeficiente denominado "promédio", que leva em consideração os pontos obtidos pelos clubes durante a atual temporada (Superliga + Copa da Superliga) e as duas temporadas anteriores (somente as temporadas na primeira divisão são contadas). A pontuação total é então dividida pelo número de jogos disputados na primeira divisão nessas três temporadas e uma média é calculada. As duas equipes com a pior média no final da temporada serão rebaixadas para a Primera B Nacional do próximo ciclo.O rebaixamento foi reinstituído nesta edição depois de ter sido suspendido pela AFA no final da temporada 2019-20 devido à Pandemia.
| Pos | Time                    | 2019–20 Pts | 2021 Pts | 2022 Pts | Total Pts | Total Jog | Méd   |
| --- | ----------------------- | ----------- | -------- | -------- | --------- | --------- | ----- |
| 1   | River Plate             | 47          | 75       | 76       | 198       | 103       | 1.922 |
| 2   | Boca Juniors            | 51          | 63       | 79       | 193       | 103       | 1.874 |
| 3   | Racing                  | 42          | 53       | 80       | 175       | 103       | 1.699 |
| 4   | Defensa y Justicia      | 39          | 59       | 65       | 163       | 103       | 1.583 |
| 5   | Argentinos Juniors      | 42          | 51       | 67       | 160       | 103       | 1.553 |
| 6   | Tigre                   | —           | —        | 63       | 63        | 41        | 1.537 |
| 7   | Vélez Sarsfield         | 39          | 70       | 43       | 155       | 103       | 1.505 |
| 8   | Estudiantes (LP)        | 30          | 61       | 58       | 149       | 102       | 1.461 |
| 9   | Talleres (C)            | 37          | 66       | 43       | 146       | 102       | 1.431 |
| 10  | San Lorenzo             | 39          | 48       | 55       | 142       | 102       | 1.392 |
| 11  | Gimnasia y Esgrima (LP) | 24          | 51       | 65       | 140       | 102       | 1.373 |
| 12  | Independiente           | 32          | 58       | 50       | 140       | 102       | 1.373 |
| 13  | Newell's Old Boys       | 38          | 39       | 62       | 139       | 102       | 1.363 |
| 14  | Huracán                 | 22          | 51       | 65       | 138       | 102       | 1.353 |
| 15  | Barracas Central        | —           | —        | 52       | 52        | 40        | 1.3   |
| 16  | Rosario Central         | 36          | 50       | 45       | 131       | 102       | 1.284 |
| 17  | Unión                   | 28          | 53       | 49       | 130       | 102       | 1.275 |
| 18  | Atlético Tucumán        | 32          | 40       | 57       | 129       | 102       | 1.265 |
| 19  | Colón                   | 21          | 64       | 44       | 129       | 102       | 1.265 |
| 20  | Lanús                   | 36          | 56       | 35       | 127       | 102       | 1.245 |
| 21  | Banfield                | 27          | 47       | 48       | 122       | 102       | 1.196 |
| 22  | Central Córdoba (SdE)   | 26          | 43       | 46       | 115       | 101       | 1.139 |
| 23  | Sarmiento (J)           | —           | 36       | 52       | 88        | 78        | 1.128 |
| 24  | Godoy Cruz              | 18          | 46       | 51       | 115       | 102       | 1.127 |
| 25  | Platense                | —           | 45       | 41       | 86        | 78        | 1.103 |
| 26  | Arsenal                 | 35          | 33       | 44       | 112       | 102       | 1.098 |
| 27  | Patronato               | 23          | 37       | 47       | 107       | 102       | 1.049 |
| 28  | Aldosivi                | 22          | 44       | 36       | 102       | 102       | 1     |

## Classificação Geral

### Classificação às competições internacionais
Os campeões da Primera División Argentina de 2022, os campeões da Copa de la Liga Profissional de 2022 e os campeões da Copa da Argentina de 2022 ganharão uma vaga na Copa Libertadores de 2023. As vagas restantes para a Copa Libertadores de 2023, bem como para a Copa Sul-Americana de 2023, serão determinadas por uma tabela agregada dos torneios de primeira fase da Primera División Argentina de 2022 e da Copa de la Liga Profissional de 2022. Os três primeiros times da tabela agregada que ainda não se classificaram para nenhum torneio internacional se classificarão para a Copa Libertadores, enquanto os próximos seis times se classificarão para a Copa Sul-Americana de 2023.
| Pos | Equipe             | Pts | J  | V  | E  | D  | GP | GC | SG  | Classificação                                          |
| --- | ------------------ | --- | -- | -- | -- | -- | -- | -- | --- | ------------------------------------------------------ |
| 1   | Racing             | 80  | 41 | 22 | 14 | 5  | 66 | 34 | +32 | Classificado para Fase de grupos da Copa Libertadores  |
| 2   | Boca Juniors       | 79  | 41 | 23 | 10 | 8  | 53 | 39 | +14 | Classificado para Fase de grupos da Copa Libertadores  |
| 3   | River Plate        | 76  | 41 | 23 | 7  | 11 | 74 | 34 | +40 | Classificado para Fase de grupos da Copa Libertadores  |
| 4   | Argentinos Juniors | 67  | 41 | 19 | 10 | 12 | 54 | 40 | +14 | Classificado para Fase de grupos da Copa Libertadores  |
| 5   | Huracán            | 65  | 41 | 17 | 14 | 10 | 52 | 40 | +12 | Classificado para Segunda fase da Copa Libertadores    |
| 6   | Gimnasia y Esgrima | 65  | 41 | 18 | 11 | 12 | 50 | 38 | +12 | Classificado para Fase de grupos da Copa Sul-Americana |
| 7   | Defensa y Justicia | 65  | 41 | 17 | 14 | 10 | 55 | 46 | +9  | Classificado para Fase de grupos da Copa Sul-Americana |
| 8   | Tigre              | 63  | 41 | 16 | 15 | 10 | 58 | 44 | +14 | Classificado para Fase de grupos da Copa Sul-Americana |
| 9   | Newell's Old Boys  | 63  | 41 | 18 | 9  | 14 | 43 | 37 | +6  | Classificado para Fase de grupos da Copa Sul-Americana |
| 10  | Estudiantes        | 61  | 41 | 17 | 10 | 14 | 61 | 60 | +1  | Classificado para Fase de grupos da Copa Sul-Americana |
| 11  | San Lorenzo        | 58  | 41 | 13 | 19 | 9  | 48 | 40 | +8  | Classificado para Fase de grupos da Copa Sul-Americana |
| 12  | Atlético Tucumán   | 57  | 41 | 14 | 15 | 12 | 45 | 45 | 0   |                                                        |
| 13  | Sarmiento          | 53  | 41 | 14 | 11 | 16 | 44 | 56 | −12 |                                                        |
| 14  | Barracas Central   | 53  | 41 | 14 | 11 | 16 | 48 | 61 | −13 |                                                        |
| 15  | Independiente      | 51  | 41 | 12 | 15 | 14 | 48 | 49 | −1  |                                                        |
| 16  | Godoy Cruz         | 51  | 41 | 12 | 15 | 14 | 46 | 53 | −7  |                                                        |
| 17  | Patronato          | 50  | 41 | 14 | 8  | 19 | 41 | 52 | −11 |                                                        |
| 18  | Banfield           | 49  | 41 | 12 | 13 | 16 | 41 | 44 | −3  |                                                        |
| 19  | Central Córdoba    | 49  | 41 | 13 | 10 | 18 | 51 | 60 | −9  |                                                        |
| 20  | Unión de Santa Fe  | 49  | 41 | 13 | 10 | 18 | 39 | 49 | −10 |                                                        |
| 21  | Arsenal de Sarandí | 47  | 41 | 9  | 20 | 12 | 48 | 48 | 0   |                                                        |
| 22  | Vélez Sarsfield    | 46  | 41 | 10 | 16 | 15 | 43 | 45 | −2  |                                                        |
| 23  | Rosário Central    | 46  | 41 | 11 | 13 | 17 | 40 | 48 | −8  |                                                        |
| 24  | Talleres           | 46  | 41 | 12 | 10 | 19 | 37 | 47 | −10 |                                                        |
| 25  | Colón              | 45  | 41 | 10 | 15 | 16 | 42 | 55 | −13 |                                                        |
| 26  | Platense           | 42  | 41 | 9  | 15 | 17 | 35 | 48 | −13 |                                                        |
| 27  | Lanús              | 36  | 41 | 8  | 12 | 21 | 39 | 59 | −20 |                                                        |
| 28  | Aldosivi           | 36  | 41 | 10 | 6  | 25 | 33 | 64 | −31 |                                                        |

1. ↑  Classificado como campeão da Copa de la Liga Profissional de 2022, abrindo uma vaga na tabela.

### Desempenho por rodada
|       | 1ª  | 2ª  | 3ª  | 4ª  | 5ª  | 6ª  | 7ª  | 8ª  | 9ª  | 10ª | 11ª | 12ª | 13ª | 14ª | 15ª | 16ª | 17ª | 18ª | 19ª | 20ª | 21ª |     |
| Geral | CCO | EST | EST | EST | EST | RIV | RAC | RAC | RAC | RAC | RAC | RAC | RAC | RAC | RAC | RAC | RAC | RAC | RAC | RAC | RAC | RAC |

|       | 22ª | 23ª | 24ª | 25ª | 26ª | 27ª | 28ª | 29ª | 30ª | 31ª | 32ª | 33ª | 34ª | 35ª | 36ª | 37ª | 38ª | 39ª | 40ª | 41ª |
| Geral | RAC | RAC | RAC | RAC | RAC | RAC | RAC | RIV | RIV | RIV | BOC | BOC | RAC | RAC | RAC | RAC | RAC | RAC | RAC | RAC |